# Ascolepis pusilla
Ascolepis pusilla är en halvgräsart som beskrevs av Henry Nicholas Ridley. Ascolepis pusilla ingår i släktet Ascolepis och familjen halvgräs.

## Underarter
Arten delas in i följande underarter:
- A. p. cylindrica
- A. p. echinata
- A. p. pusilla
- A. p. miscocuspis